# Paula (film, 2023)
Pour les articles homonymes, voir Paula.
Pour plus de détails, voir Fiche technique et Distribution.
Paula est un film français réalisé par Angela Ottobah et sorti en 2023.

## Fiche technique
- Titre : Paula
- Réalisation : Angela Ottobah
- Scénario : Angela Ottobah
- Photographie : Lucie Baudinaud
- Costumes : Rachèle Raoult
- Décors : Yasmina Chavanne
- Son : Frédéric Dabo, Josefina Rodriguez, Clément Chauvelle et Mathieu Farnarier
- Montage : Aël Dallier Vega, Raphaëlle Martin Holger
- Musique :  Rebeka Warrior
- Sociétés de production : Micro Climat - Same Player - Kidam
- Pays de  production :  France
- Distribution : Arizona Distribution
- Durée : 98 minutes
- Date de sortie : France - 19 juillet 2023[1]

## Distribution
- Aline Hélan-Boudon
- Finnegan Oldfield
- Océan
- Salomon Diallo
- Sophie-Marie Larrouy
- Annabelle Lengronne

## Récompense
- Mention spéciale du Prix pass Culture au Festival International du film de Biarritz « Nouvelles Vagues » 2023[2]